# Farhat Chida
Fahrat Chida (arabe : محمد فرحات شيدة), de son nom complet Mohamed Farhat Chida, né le 11 septembre 1982 à Tunis, est un athlète handisport tunisien, actif principalement dans les épreuves de sprint dans la catégorie T38.

## Palmarès
Dans sa jeunesse, il pratique l'athlétisme et le cyclisme. Atteint d'infirmité motrice cérébrale après un accident de la route survenu en 2003, il débute l'athlétisme handisport en 2004, à l'âge de 22 ans ; il pratique également le football à 7 à un niveau régional en Tunisie.
Fahrat Chida est fonctionnaire de profession.

### Jeux paralympiques
Il participe aux Jeux paralympiques pour la première fois en 2004 à Athènes : il y remporte une médaille d'or au relais 4 x 400 m T35-38, une médaille d'argent au 200 m T38 et une médaille de bronze au 100 m T38 ; il termine par ailleurs sixième au 400 m T38.
Lors des Jeux paralympiques d'été de 2008 à Pékin, il remporte deux médailles d'or au 400 m T38 et au saut en longueur F37/38, ainsi qu'une médaille de bronze au relais 4 x 100 m T35-38,. Il finit par ailleurs quatrième au 200 m T38 et cinquième au 100 m T38.
À l'occasion des Jeux paralympiques d'été de 2012 à Londres, il remporte une médaille d'or au 400 m T38, tout en terminant quatrième aux épreuves du 100 m T38, du 200 m T38 et du saut en longueur F37/38.
Lors des Jeux paralympiques d'été de 2016 à Rio de Janeiro, il n'obtient aucune médaille, terminant quatrième, respectivement au 400 m T38 et au saut en longueur T38, et septième au 100 m T38. Durant les Jeux paralympiques d'été de 2020 à Tokyo, il remporte une médaille d'argent au 400 m T38.

### Championnats du monde
Aux championnats du monde d'athlétisme handisport 2006 à Assen, il remporte deux médailles d'argent, au 100 m et au 200 m T38, mais est disqualifié au relais 4 x 400 m T35-38. Quatre ans plus tard, aux championnats 2011 à Christchurch, il obtient une médaille d'or au 400 m T38 et deux médailles d'argent, au 200 m T38 et au saut en longueur F37/38, mais termine huitième au 100 m T38.
Aux championnats 2013 à Lyon, il n'obtient aucun titre, terminant quatrième au 400 m T38, cinquième au saut en longueur T37/38, huitième au 100 m T38 et en demi-finale du 200 m T38.